# Freeskiing

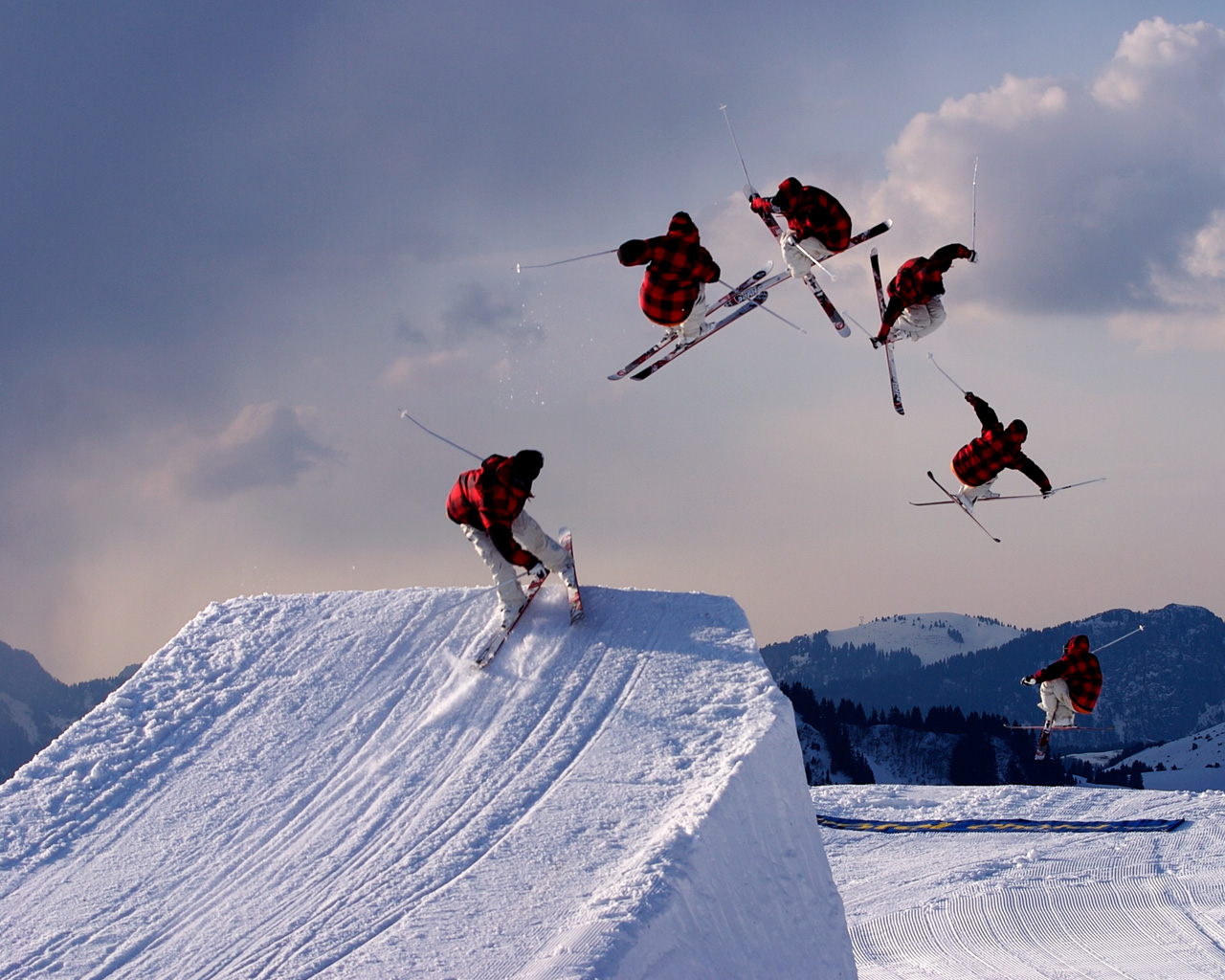
Manobras do Freeskiing.

Freeskiing ou Newschool é um estilo de esqui que envolve manobras, saltos, e as características do terreno do parque, tais como calhas, caixas, lanças, ou outros obstáculos. O formato resultou de uma combinação do crescimento da popularidade do snowboarding, bem como da progressão do esqui Freestyle. "Newschoolers", ou aqueles que especificamente esquiam neste estilo (em oposição a freestylers tradicionais, os esquiadores de montanha grande, pilotos, etc.) são frequentemente encontrados em parques de terreno, que são projetados especificamente para exibições.

Pictograma Olímpico.